# WV24
A WV24, no Vale dos Reis em Egito, foi construída na décima oitava dinastia. Não há provas de que esta tumba tenha efetivamente servido para um sepultamento de um membro da realeza ou um faraó. A presença de artefatos datando desde a décima oitava dinastia até os períodos Romano e Copta indica que a tumba foi reutilizada várias vezes.
Foram encontrados restos humanos, de enterros intrusos, de pelo menos 5 pessoas diferentes da décima segunda dinastia. Rupturas nas camadas estratigráficas indicam que a tumba foi visitada muitas vezes nos tempos antigos e modernos.